# 冰川擦痕

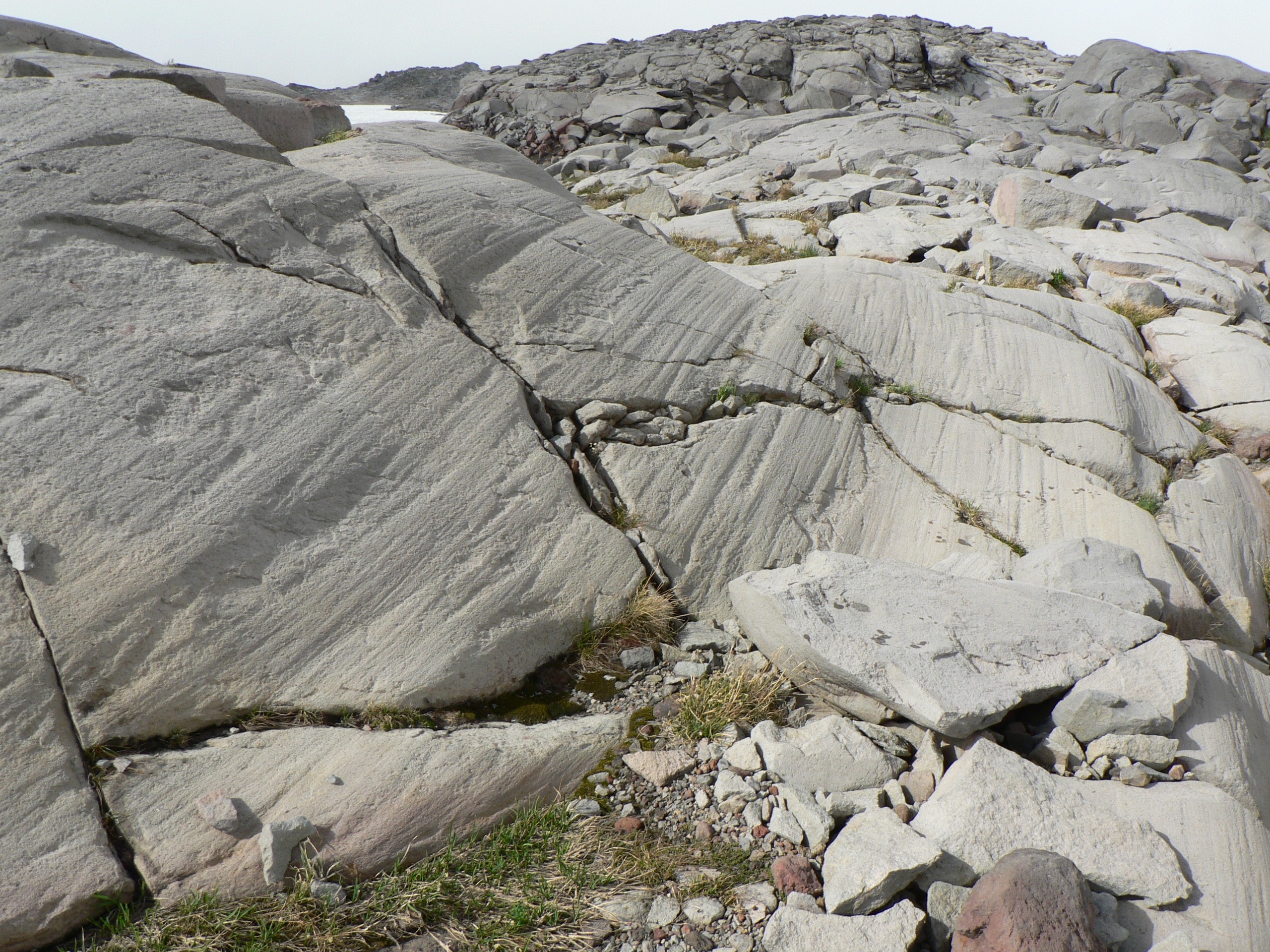
雷尼爾山國家公園的冰川擦痕

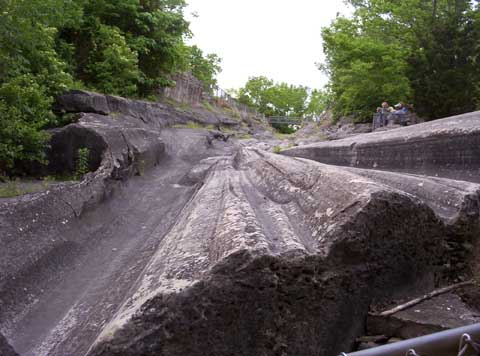
冰川溝，地點：Kelleys Island, Ohio 的冰川擦痕

冰川擦痕（英語：Glacial Striation）是由冰川磨損切入基岩的划痕或鑿痕。 這些划痕和鑿痕最初在18世紀後期就被被認為冰川造成的，當時是瑞士登山者首次將它們與冰川的移動聯繫起來。 他們還指出，它們今天可見，那麼冰川也一定在消退。 
冰川擦痕通常是多條的、筆直的、平行的，是冰川使用嵌入冰川底部的岩石碎片和沙粒所切割。 冰川底部常攜帶的大量粗礫石和巨石能提切割槽狀的凹槽。 底部的較細沉積物能沖刷和拋光基岩表面，形成冰川路面。 冰本身的硬度不足以有效地磨損基岩而改變岩石的形狀。
大部分冰川擦痕都因冰川退縮而暴露出來。 除了指示冰川冰的流動方向外，冰川擦痕的風化深度還可用於估計岩石暴露在冰川底下後岩的持續時間。
最明顯的例子是在俄亥俄州凱利斯島的冰川槽，其中可以找到一條長 120 米（400 英尺），寬 10 米（35 英尺），最高可達 3 米（10 英尺）深的凹槽。 這些凹槽切入底下的哥倫布石灰岩。冰川擦痕也覆蓋凹槽的側面和底部。
冰川擦痕，在瑞士瓦萊州 Anniviers 格里門茨南部的 Moiry Glacier 也可看到（如圖片）。

### 影響冰川磨損速度的因素
以下因素會影響磨損率：[1]
•# 嵌入冰基表面的岩石碎片量。 如果冰的基面沒有岩石，就不會發生磨損，但是如果冰的基面有太多的岩石，就會影響冰川的運動，從而影響磨損率。
1. 隨著基岩的磨損，冰川內的碎片也在磨損。 類似於砂紙隨著使用而磨損。 需要持續供應研磨碎片以維持類似的磨損水平。
2. 碎片必須比基岩硬。 石英碎片會磨損頁岩，但頁岩碎片不會磨損富含石英的基岩。
3. 冰川底面的融水流動能加速磨損。 融水不斷沖走岩粉，使較粗的碎片磨損基岩[4]。
4. 冰川的速度。 冰川移動得越快，基岩被侵蝕得越快。
5. 冰的厚度。 較厚的冰會導致更大的垂直壓力並增加碎片和基岩之間的壓力。 但這種增強磨損是有限度的。 如果碎片和基岩之間的摩擦力太大，冰會在碎片周圍流動。
6. 冰川的基底融水。在高壓下 將導致冰川浮起並降低冰對基岩的垂直壓力。 也增加冰川的流速[5]。